# Réacteur de nouvelle génération
Le réacteur nouvelle génération (RNG) est un réacteur nucléaire de recherche à eau pressurisée localisé à Cadarache.
Conçu comme une version améliorée de la chaufferie avancée prototype (CAP), mise à l'arrêt depuis 1987, le RNG est mis en service en 1989 et définitivement arrêté en 2005.
Le RNG est un prototype à terre du réacteur K15 qui équipe les sous-marins nucléaires lanceurs d'engins de la classe Le Triomphant et le porte-avions Charles de Gaulle.
Le CEA a remplacé le RNG arrêté en 2005 par le réacteur d'essais à terre (RES) qui fut mis en service en 2018.